# Scuola Grande di San Fantin

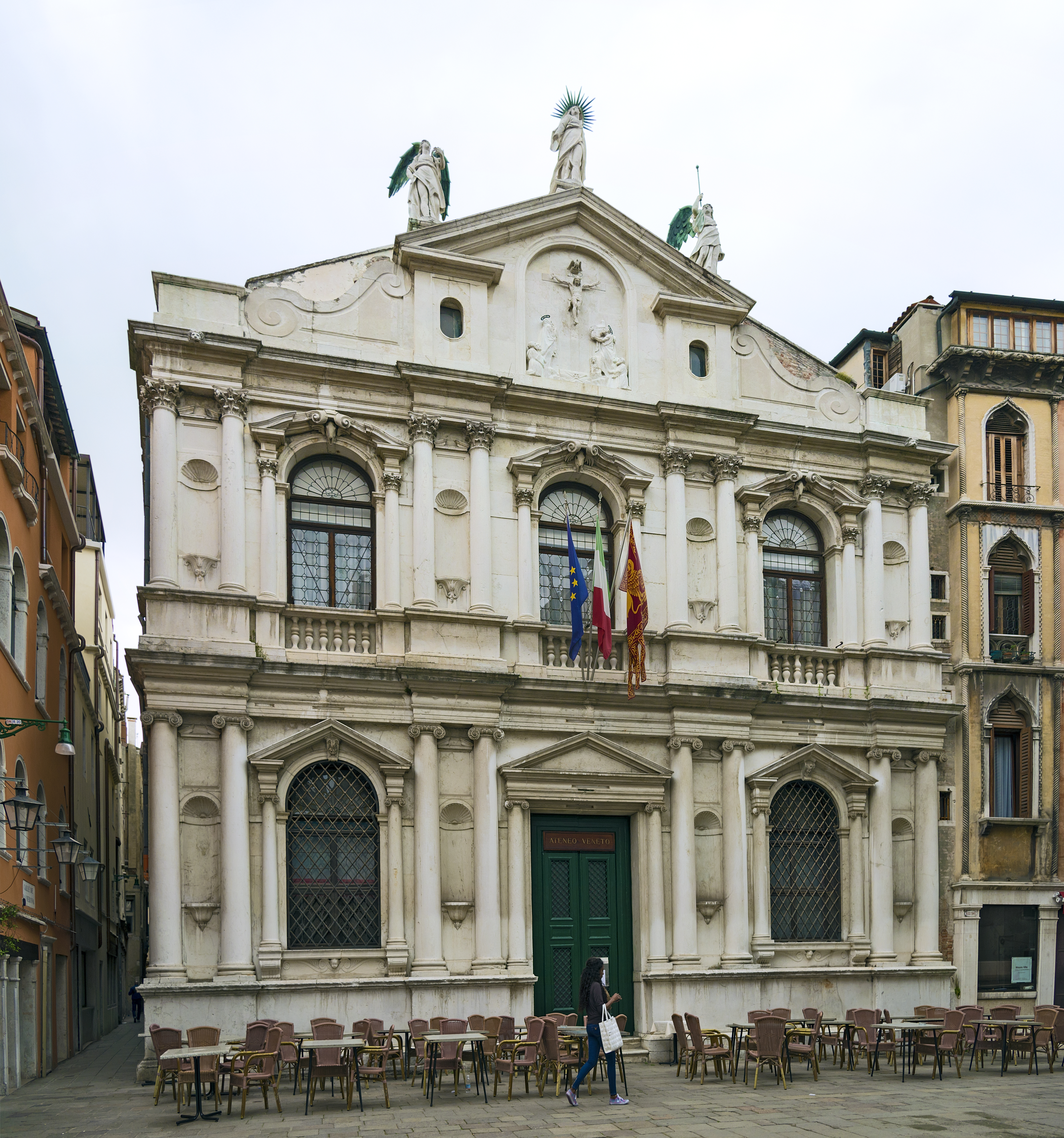
Die Scuola Grande di San Fantin (Ateneo)

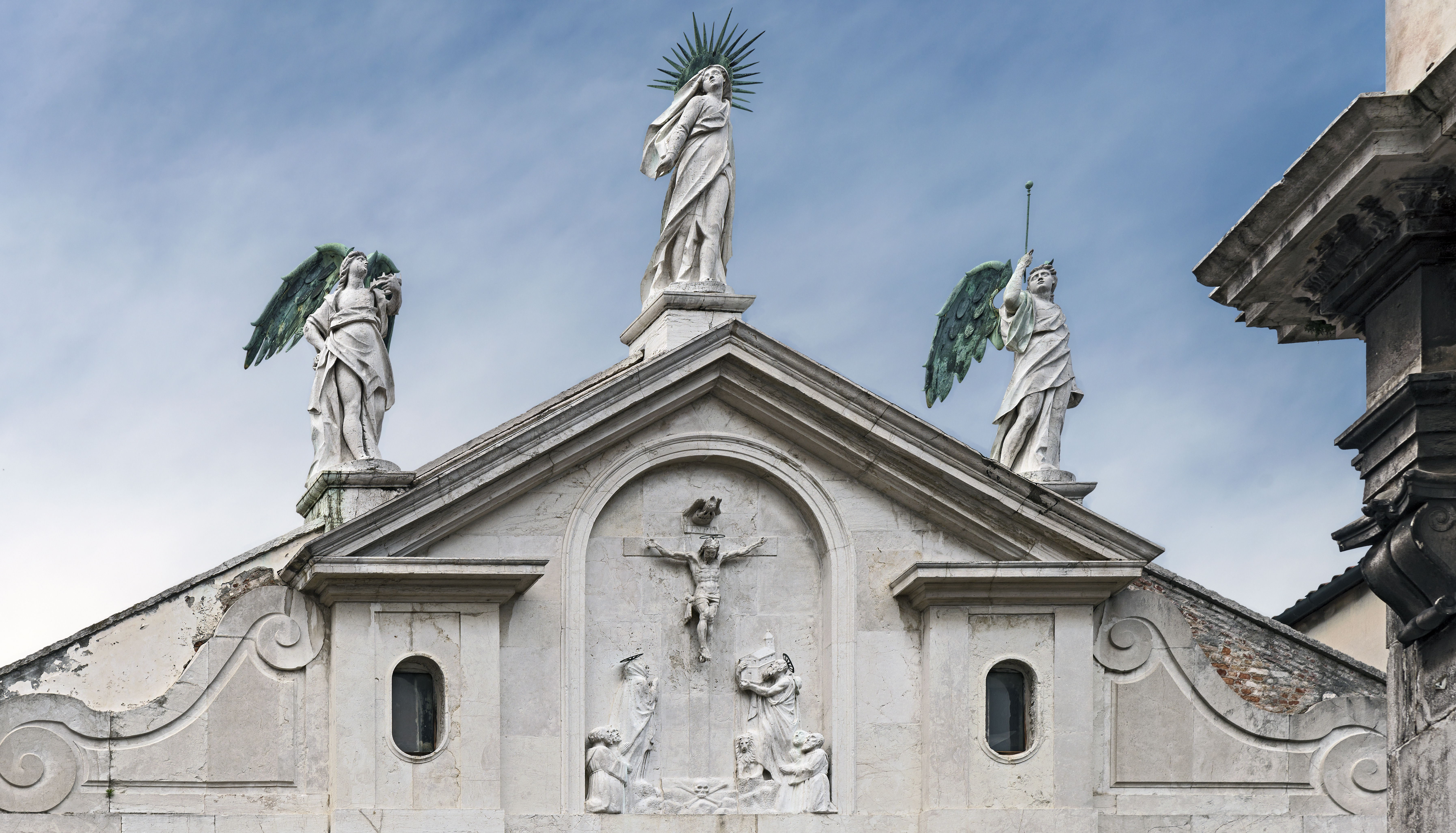
Giebel der Fassade. Alessandro Vittoria, „Madonna und Engel“

Die Scuola Grande di San Fantin (auch Scuola di San Girolamo) war eine der großen Bruderschaften in der Republik Venedig. Ihr Gebäude (heute Sitz des Ateneo Veneto di Scienze, Lettere ed Arti) ist im Sestiere von San Marco am Campo San Fantin in der Nähe des Teatro La Fenice und der Kirche San Fantin gelegen. Der Bruderschaft oblag die Betreuung der zum Tode Verurteilten und deren Zuführung zur Hinrichtung. Danach wurde sie auch Scuola della Buona Morte oder Scuola degli impiccati genannt.

## Geschichte
Die Bruderschaft entstand im 15. Jahrhundert aus den Bruderschaften Santa Maria della Consolazione und San Girolamo. Im Jahr 1806 wurde sie aufgelöst. 1812 wurde durch Dekret Napoleons das Ateneo errichtet, dessen erster Präsident Leopoldo Cicognara war, dem Daniele Manin, Niccolò Tommaseo, Alessandro Manzoni, Antonio Fogazzaro und Carlo Rubbia folgten.

## Gebäude
Das Gebäude der Bruderschaft wurde nach einem Brand von 1592 bis 1600 neu errichtet. Der Entwurf stammt von den aus Lugano gekommenen Brüdern Antonio und Tommaso Contin, Mitarbeiter war Alessandro Vittoria aus Trient.
Die Fassade besitzt zwei Säulenanordnungen (im Erdgeschoss ionisch, im Obergeschoss korinthisch) sowie ein Flachrelief des gekreuzigten Jesus, sie „wirkt aufgrund der gleichmäßigen Reihung und mangels Tiefe etwas eintönig und hölzern“ (Dellwing). Sie ist bekrönt mit einer Madonna mit Strahlenkranz von Alessandro Vittoria, die von zwei Engeln flankiert wird.
Im Erdgeschoss befindet sich der Versammlungsraum, im ersten Obergeschoss liegt die Herberge. Von der Originalausstattung sind die Deckenbilder bemerkenswert. Die Scuola besitzt u. a. in der Großen Aula Werke von Baldassarre d’Anna (Ecce Homo), Leonardo Corona und Palma il Giovane sowie in der Sala Tommaseo von Francesco Fontebasso, Antonio Zanchi und Bernardo Strozzi.
Im Lesesaal der Bibliothek mit 36.000 Bänden befinden sich Gemälde von Jacopo Tintoretto und Paolo Veronese und ihren Schulen.